# Liste der Kulturdenkmale in Ingoldingen
In der Liste der Kulturdenkmale in Ingoldingen sind alle Bau- und Kunstdenkmale der Gemeinde Ingoldingen und ihrer Teilorte verzeichnet, die im „Verzeichnis der unbeweglichen Bau- und Kunstdenkmale und der zu prüfenden Objekte“ des Landesamts für Denkmalpflege Baden-Württemberg verzeichnet sind. Dieses Verzeichnis wurde im Juli 2001 erstellt, die Teilliste für den Landkreis Biberach hat den Stand vom 30. März 2009 und verzeichnet die folgenden unbeweglichen Bau- und Kunstdenkmäler.

## Allgemein
- Bild: Zeigt ein ausgewähltes Bild aus Commons, „Weitere Bilder“ verweist auf die Bilder im Medienarchiv Wikimedia Commons.
- Bezeichnung: Nennt den Namen, die Bezeichnung oder die Art des Kulturdenkmals.
- Lage: Straßenname und Hausnummer oder Flurstücknummer des Kulturdenkmals, gegebenenfalls auch den Ortsteil. Die Grundsortierung der Liste erfolgt nach dieser Adresse. Der Link (Karte) führt zu verschiedenen Kartendiensten mit der Position des Kulturdenkmals. Fehlt dieser Link, wurden die Koordinaten noch nicht eingetragen. Sind diese bekannt, können sie über ein Tool mit einer Kartenansicht einfach nachgetragen werden. In dieser Kartenansicht sind Kulturdenkmale ohne Koordinaten mit einem roten bzw. orangen Marker dargestellt und können durch Verschieben auf die richtige Position in der Karte mit Koordinaten versehen werden. Kulturdenkmale ohne Bild sind an einem blauen bzw. roten Marker erkennbar.
- Datierung: Baubeginn, Fertigstellung, Datum der Erstnennung oder grobe zeitliche Einordnung entsprechend des Eintrags in der zuständigen Denkmaldatenbank (Landesamt für Denkmalpflege Baden-Württemberg).
- Beschreibung: Kurzcharakteristik des Kulturdenkmals.

## Ingoldingen
Ingoldingen besteht aus den Teilorten Degernau, Schiggenmühle, Voggenreute, Grodt, Muttensweiler, Muttensweiler (Birkhof), Winterstettendorf (Gensenweiler, Hagnaufurt, Hervetsweiler, Wattenweiler, Wildes Ried) und Winterstettenstadt.
| Bild           | Bezeichnung               | Lage                                                           | Datierung | Beschreibung | ID |
| -------------- | ------------------------- | -------------------------------------------------------------- | --------- | --- | -- |
|                | Kreuzweg mit Kapelle      | Hochbergstraße, „Haarberg“, Flstnr. 58, 210, 217 (Karte)       | 1854      | Kreuzweg vom Friedhof auf den Haarberg führend, die ersten Stationen heute in die Friedhofsmauer eingelassen, auf dem Haarberg kleine, offene Kapelle, Massivbau mit Satteldach, an der Rückwand zwei segmentbogige Nischen, 1854. Geschützt nach § 2 DSchG | BW |
|                | Bauernhof                 | Lindenstraße 1, Salzstraße 2 (Karte)                           | 1930      | bestehend aus dem Hauptgebäude (Lindenstraße 1), ein zweigeschossiges Einhaus mit Ecklisenen und dekorativer Putzornamentik um die Fenster, um 1920 mit älterem Kern und dem Ausgedinghaus (Salzstraße 2), kleiner, zwei geschossiger Putzbau Geschützt nach §§ P* DSchG | BW |
|                | Bauernhaus                | Lindenstraße 2 (Karte)                                         | um 1850   | zweigeschossiges Einhaus mit hohem, steilem Dach, Fachwerkgiebel | BW |
|                | Wegkreuz                  | bei Lindenstraße 2, BC 1245                                    | um 1910   | Sockel Sandstein, gusseisernes Kreuz Geschützt nach § 2 DSchG |    |
|                | Wirtshausschild           | Lindenstraße 12 (Karte)                                        | um 1900   | vollplastische, gusseiserne Figur eines Adlers mit ausgebreiteten Schwingen, reich verzierter Ausleger, ebenfalls Gusseisen Geschützt nach § 2 DSchG | BW |
|                | Bauernhaus                | Rohrach 8                                                      | um 1700   | an der Straßenfassade freiliegendes Sichtfachwerk, barocke Haustüre, Stube mit Bohlenbalkendecke, Scherendachstuhl, um 1700, Ökonomieteil um 1900 erneuert Geschützt nach § 2 DSchG |    |
|                | Arma-Christi-Kreuz        | bei Rohrach 19, BC 2272                                        | 1852      | auf steinernem Sockel reich verziertes Metallkruzifix mit Assistenzfiguren, Engeln und den LeidenswerkzeugenChristi, bezeichnet 1852 Geschützt nach § 2 DSchG |    |
| Weitere Bilder | Ehemaliges Gasthaus Kreuz | Salzstraße 12 (Karte)                                          |           | stattliches, zweigeschossiges Gebäude mit reichem Zierfachwerk in Obergeschoss und Giebel, 18. Jahrhundert, reich verziertes Wirtshausschild aus der Erbauungszeit, östlich angebautes Bräuhaus aus Backstein, um 1900 Geschützt nach § 2 DSchG |    |
|                | Ehemaliger Pfarrhof       | Salzstraße 19, St. Georgenstraße 1, Flstnr. 53/2, 53/7 (Karte) |           | bestehend aus dem früheren Pfarrhaus (St. Georgenstraße 1, heute Rathaus), zweigeschossiger Massivbau, angeblich 1519/20 als Amtshaus des Klosters St. Georgen erbaut, mit Stuckdecken aus der ersten Hälfte des 18. Jahrhunderts, der ehemaligen Zehntscheune (Salzstraße 19, heute Veranstaltungsraum), eingeschossiger Fachwerkbau mit Krüppelwalmdach (§ 28) samt ummauertem Pfarrgarten und abschließender Hofmauer (§ 12) | BW |
|                | Bildstock                 | bei Steinhauser Straße 11, BC 1246, Flstnr. 31                 | um 1800   | abschließbare, rundbogige Figurennische und aufgesetztes, gusseisernes Wetterkreuz Geschützt nach § 2 DSchG |    |
| Weitere Bilder | Pfarrkirche St. Georg     | St. Georgenstraße 3, Flstnr. 53/1 (Karte)                      | 1713      | 1711–13, von der Vorgängerkirche des ausgehenden 15. Jh. der spätgotische Turm erhalten, Oberbau zweite Hälfte 16. Jh. mit Flachbogennischen, Schallfenstern und Fialengiebel, 1899 Verlängerung des Schiffes nach Osten und Neubau des Altarraums nach Entwurf von Joseph Cades in neugotischem Stil, ehemaliges Altarblatt (Mutter gottes, von Heiligen verehrt), Eustachius Gabriel zugeschrieben, um 1765, Holzbildwerk einer sitzenden Muttergottes, um 1515, Weckmann-Werkstatt, mit teilweise ummauertem, ehemaligem Friedhof (§ 28) und Kriegerdenkmal (§ 12) |    |
|                | Ottmannsstein             | Gewann Waldschwende                                            | 1726      | Grenzstein an der heutigen Markungsgrenze zu Bad Schussenried-Steinhausen, bezeichnet 1726 |    |
|                | Bildstock                 | BC 1242, an der Straße nach Degernau (Karte)                   | um 1800   | massiv, mit großer, segmentbogiger, vergitterter Figurennische, bekrönt von einem kleinen, gusseisernen Wetterkreuz, um 1800 Geschützt nach § 2 DSchG | BW |
|                | Wegkreuz                  | BC 1248, an der Straße nach Muttensweiler (Karte)              | um 1900   | Sockel massiv, Kruzifix Gusseisen, reich verziert, um 1900 Geschützt nach § 2 DSchG | BW |
|                | Bildstock                 | BC 2271, an der Winterstetter Straße, Flstnr. 622/4            | um 1800   | massiv, in der hohen, halb vergitterten, segmentbogigen Figurennische, Holzfigur eines Heiligen, um 1800 |    |

### Ingoldingen-Degernau
| Bild           | Bezeichnung | Lage                                        | Datierung | Beschreibung | ID                       |
| -------------- | ----------- | ------------------------------------------- | --------- | --- | ------------------------ |
|                | Wappen      | Hauptstraße 23 (Karte)                      | 1729      | Wappen des St. Georgener Abtes Michael Glückherr (1690–1733) an der ehemaligen Degernauer Zehntscheune, Sandstein, gefasst, bezeichnet 1729 Geschützt nach § 2 DSchG | BW                       |
|                | Bauernhof   | Hauptstraße 29, Flstnr. 1446 (Karte)        | um 1700   | bestehend aus dem Hauptgebäude, zweigeschossiger Putzbau mit Zierhölzern am Tennentor, um 1700, Stallteil um 1900 erneuert und dem zugehörigen Speichergebäude, Bohlenständerbau mit eingeblatteten Kopfbändern, hoher Steinsockel, vorkragendes Satteldach Geschützt nach § 2 DSchG | BW                       |
| Weitere Bilder | Kapelle     | Kapellenberg 1 (Karte)                      |           | Laurentiuskapelle, rechteckiger Saalbau mit eingezogenem, dreiseitig geschlossenem Chor, nördlich daran Turm und Sakristei, im Norden rechtwinklig an das Schiff offene Predigthalle angebaut, Kapelle im Kern gotisch mit unverändert erhaltenem Turm, barocke Umgestaltung von Chor und Schiff 1763, Predigthalle um 1800, barocke Ausstattung im Inneren weitgehend erhalten Geschützt nach § 28 DSchG | Wikidata-Objekt anzeigen |
|                | Wegkreuz    | BC 136, an der Straße nach Hochdorf (Karte) | 1899      | Sockel Sandstein, Kruzifix Gusseisen, bezeichnet 1899 Geschützt nach § 2 DSchG | BW                       |
|                | Wegkreuz    | BC 1935, an der Straße nach Ingoldingen     | um 1900   | Sockel Sandstein, Kruzifix Gusseisen, um 1900 Geschützt nach § 2 DSchG |                          |

### Ingoldingen-Schiggenmühle
| Bild | Bezeichnung | Lage    | Datierung | Beschreibung                                                        | ID |
| ---- | ----------- | ------- | --------- | ------------------------------------------------------------------- | -- |
|      | Wegkreuz    | BC 2303 | 1883      | Sockel Sandstein, Kruzifix Gusseisen, 1883 Geschützt nach § 2 DSchG |    |

### Ingoldingen-Voggenreute
| Bild | Bezeichnung | Lage           | Datierung | Beschreibung                                                                   | ID |
| ---- | ----------- | -------------- | --------- | ------------------------------------------------------------------------------ | -- |
|      | Wegkreuz    | BC 222 (Karte) | 1913      | Sockel Sandstein, Kruzifix Gusseisen, bezeichnet 1913 Geschützt nach § 2 DSchG | BW |

### Grodt
| Bild | Bezeichnung              | Lage                                            | Datierung | Beschreibung | ID |
| ---- | ------------------------ | ----------------------------------------------- | --------- | --- | -- |
|      | Ehemaliges Gasthaus      | Hauptstraße 14 (Karte)                          | 1913      | Ehemaliges Gasthaus Löwen, Erdgeschoss verputzt, Obergeschoss freigelegtes Fachwerk, Trauf- und Sockelgesims, Walmdach, schmiedeeiserne Wetterfahne, um 1800 Geschützt nach §§ P* DSchG                       | BW |
|      | Kapelle St. Bartholomäus | Hauptstraße 18 (Karte)                          | 1702      | Kapelle St. Bartholomäus, kleiner Rechteckbau mit dreiseitig geschlossenem Chor, über dem Giebel offener Glockenstuhl, 1702 erbaut, Ausmalungen 1834 und 1922, Ausstattung entfernt Geschützt nach § 28 DSchG | BW |
|      | Bauernhaus               | Ziegelweg 6 (Karte)                             |           | Bauernhaus, zweigeschossiger Putzbau mit Walmdach, wohl 18. Jahrhundert Geschützt nach §§ P* DSchG | BW |
|      | Wegkreuz                 | BC 1237, an der Straße nach Ingoldingen (Karte) | um 1900   | Steinsockel, gusseisernes Kruzifix, um 1900 Geschützt nach § 2 DSchG | BW |
|      | Wegkreuz                 | BC 1238, an der Straße nach Ingoldingen         | 1872      | Steinsockel, gusseisernes Kruzifix, 1872 Geschützt nach § 2 DSchG |    |
|      | Wegkreuz                 | BC 1239                                         | um 1900   | Steinsockel, gusseisernes Kruzifix, um 1900 Geschützt nach § 2 DSchG |    |

### Muttensweiler
| Bild | Bezeichnung                         | Lage                              | Datierung       | Beschreibung | ID |
| ---- | ----------------------------------- | --------------------------------- | --------------- | --- | -- |
|      | Wegkreuz                            | bei Bürgergasse 6, BC 284 (Karte) | 1909            | reich verziert, Sockel Sandstein, Kreuz Gusseisen, bezeichnet 1909 Geschützt nach § 2 DSchG | BW |
|      | Wirtshausschild                     | Hauptstraße 26 (Karte)            |                 | Wirtshausschild in Form eines vollplastischen, gusseisernen Adlers, um 1900 Geschützt nach § 2 DSchG | BW |
|      | Bauernhaus                          | Ingoldinger Straße 5 (Karte)      | 1818            | Bauernhaus, lang gestrecktes Einhaus, hoher Anteil an bauzeitlicher Ausstattung wie Türen, Fenster, Scheunentore, über der Haustüre bezeichnet 1818, Stallteil um 1900 erneuert, rückwärtiger Anbau Geschützt nach §§ P* DSchG | BW |
|      | Brunnen                             | an der Hauptstraße, Flstnr. 45/2  | um 1900         | Brunnen, Gusseisen, reich verzierter Brunnensäule und zierliches Auffangbecken, um 1900 Geschützt nach § 2 DSchG |    |
|      | Hausfigur St. Helena                | Ingoldinger Straße 9 (Karte)      | um 1900         | vollplastische Figur auf verzierter Konsole, an der Hauptfassade des Gebäudes, um 1900 Geschützt nach § 2 DSchG | BW |
|      | Katholische Pfarrkirche St. Jakobus | Kirchplatz 1 (Karte)              | 1751            | 1750/51 von Jakob Emele, flachgedecktes Rechteckschiff mit eingezogenem, halbrund geschlossenem Chor, an dessen Nordseite Haubenturm, Deckenfresken von Franz Xaver Forchner, datiert 1751, Madonna, um 1520, Heilige Anna selbdritt, 1754, der Johann-Ruez-Werkstatt zugewiesen samt ummauertem Friedhof mit bemerkenswerten Zugängen und Kriegerdenkmal Geschützt nach § 28 / 12 DSchG | BW |
|      | Zehntscheune                        | Kirchenplatz 8 (Karte)            | Mitte 18. Jhdt. | Zehntscheune des Klosters Schussenried, Massivbau mit Durchfahrtstenne, eingemauerte Reliefsteine mit figürlichen Darstellungen, Mitte 18. Jahrhundert Geschützt nach § 2 DSchG | BW |

### Muttensweiler-Birkhof
| Bild | Bezeichnung | Lage    | Datierung | Beschreibung | ID |
| ---- | ----------- | ------- | --------- | --- | -- |
|      | Bildstock   | BC 1010 | um 1900   | Backstein, verputzt, zugehörige Figurengruppe Anna-Selbdritt im Gebäude Birkhof 1, um 1900 Geschützt nach § 2 DSchG |    |

### Winterstettendorf
| Bild           | Bezeichnung                                 | Lage                                             | Datierung | Beschreibung | ID |
| -------------- | ------------------------------------------- | ------------------------------------------------ | --------- | --- | -- |
| Weitere Bilder | Pfarrhaus                                   | Mühlesteig 12 (Karte)                            | 1811      | Pfarrhaus, zweigeschossiges, verputztes Gebäude mit Walmdach, regelmäßigen Fensterachsen, Traufgesims Geschützt nach § 2 DSchG |    |
|                | Wappen des Schussenrieder Abtes Siard Frick | Waldseestraße 7 (Karte)                          | 1736      | Wappen des Schussenrieder Abtes Siard Frick, Sandstein, an der ehemaligen Zehntscheune (heute Wohnhaus), bezeichnet 1736 Geschützt nach § 2 DSchG |    |
|                | Kath. Pfarrkirche St. Pankratius            | Waldseerstraße 8, Flstnr. 39 (Karte)             |           | Saalkirche mit eingezogenem, dreiseitig geschlossenem Chor mit Sakristeianbau, Turm nordöstlich des Langhauses, mittelalterliches, mehrfach verändertes Gotteshaus, 1749/50 Barockisierung durch Jakob Emele, 1934 im Innern erneuert, das damals entstandene Deckenfresko von Peter Paul Beyerle, Altäre von Joachim Früholz 1753, Seitenaltarbilder (Hl. Familie, hl. Jakobus d. Ä.) von Eustachius Gabriel, 1753, Kanzel, 1728, von Georg Anton Machein, Muttergottesfigur, um 1490, Gregor-Erhart-Schule, Relief der Hl. Sippe, um 1525/30, Michael Zeynsler zugeschrieben, samt umgebendem Friedhof mit teilweise erhaltener alter Ummauerung hier auch Denkmal mit Relief des Auferstandenen aus der ersten Hälfte des 19. Jahrhunderts sowie gusseisernes Friedhofskreuz aus der zweiten Hälfte des 19. Jahrhunderts Geschützt nach §§ 28, 12 DSchG |    |
|                | Hausfigur St. Sebastian                     | Waldseerstraße 25 (Karte)                        | um 1800   | Hausfigur St. Sebastian in spitzwinkliger, mit Glasscheibe geschlossener Nische Geschützt nach § 2 DSchG |    |
|                | Wegkreuz                                    | BC 412, an der Straße nach Oberessendorf (Karte) | 1906      | Sockel Sandstein, Kruzifix Gusseisen Geschützt nach § 2 DSchG |    |

### Winterstettendorf-Gensenweiler
| Bild | Bezeichnung | Lage           | Datierung | Beschreibung                                                                  | ID |
| ---- | ----------- | -------------- | --------- | ----------------------------------------------------------------------------- | -- |
|      | Wegkreuz    | BC 400 (Karte) | um 1900   | reich verziert, Sockel Sandstein, Kruzifix Gusseisen Geschützt nach § 2 DSchG | BW |

### Winterstettendorf-Hagnaufurt
| Bild | Bezeichnung          | Lage                 | Datierung | Beschreibung | ID |
| ---- | -------------------- | -------------------- | --------- | --- | -- |
|      | Kapelle St. Wendelin | Hagnaufurt 7 (Karte) | 1768      | kleiner Zentralbau in Form eines wenig gestrecktes Oktogons mit abwechselnd hervortretenden und zurückgesetzt hervorschwingenden Seiten, westlich vorgeblendet eine Fassade mit Rundbogentür, einwärts gezogenem Giebel und offenem Glockenstuhl, 1768 von Jakob Emele Geschützt nach § 2 DSchG |    |

### Winterstettendorf-Hervetsweiler
| Bild | Bezeichnung                           | Lage                    | Datierung | Beschreibung | ID |
| ---- | ------------------------------------- | ----------------------- | --------- | --- | -- |
|      | Kapelle zur Heiligsten Dreifaltigkeit | Hervetsweiler 7 (Karte) |           | kleiner Bau mit rechteckigem Schiff und eingezogenem, halbrundem Chor, Westfassade mit offenem Glockenstuhl, 18. Jahrhundert Geschützt nach § 2 DSchG |    |

### Winterstettendorf-Wattenweiler
| Bild | Bezeichnung                  | Lage                                                  | Datierung | Beschreibung | ID |
| ---- | ---------------------------- | ----------------------------------------------------- | --------- | --- | -- |
|      | Waaghäuschen                 | Alenberg 1 (Karte)                                    | 1915      | Waaghäuschen, kleiner Holzbau mit Viehwaage, 1915 – heute zum Wartehäuschen einer Bushaltestelle umgebaut Geschützt nach § 2 DSchG |    |
|      | Speicher                     | bei Alenberg 2 (Karte)                                | 1745      | kleines Fachwerkgebäude mit eingestelltem Blockbau, über der Tür bezeichnet 1745 Geschützt nach § 2 DSchG |    |
|      | Kapelle zur Heiligen Familie | Schussenrieder Straße 6 (Karte)                       | 1716      | Rechteckbau mit dreiseitigem Chorabschluss, Volutengiebel, Dachreiter mit Zwiebelhaube Geschützt nach § 2 DSchG |    |
|      | Zehntscheune                 | Schussenrieder Straße 8 (Karte)                       | 1715      | Ehemalige Schussenrieder Zehntscheune (heute Stall), Massivbau, an der Straßenfassade drei Sandsteinkartuschen mit dem Wappen des Reichsstifts, einer Inschrift und dem Wappen des Bauherrn Abt Innozenz Schmid (1710–1719), Ecklisenen, Trauf- und Ortganggesims, rundbogige Tore (auf der Rückseite vermauert), 1715 Geschützt nach § 2 DSchG |    |
|      | Wegkreuz                     | BC 403, an der Straße nach Hervetsweiler (Karte)      | 1876      | Sockel Sandstein, Kreuz Gusseisen Geschützt nach § 2 DSchG |    |
|      | Wegkreuz                     | BC 1901, an der Straße nach Winterstettendorf (Karte) | um 1900   | Sockel Sandstein, Kreuz Gusseisen, um 1900 Geschützt nach § 2 DSchG |    |

### Winterstettendorf-Wildes Ried
| Bild | Bezeichnung     | Lage               | Datierung | Beschreibung | ID |
| ---- | --------------- | ------------------ | --------- | --- | -- |
|      | Villa Stiegeler | Riedweg 80 (Karte) | 1920      | eingeschossig mit ausgebautem Dachgeschoss, 1920 für den damaligen Torfwerksbesitzer Kommerzienrat Dr. Wilhelm Stiegeler erbaut, gut überlieferte Ausstattung Geschützt nach § 2 DSchG |    |

### Winterstettenstadt
| Bild | Bezeichnung           | Lage                                                       | Datierung | Beschreibung | ID                       |
| ---- | --------------------- | ---------------------------------------------------------- | --------- | --- | ------------------------ |
|      | Hausfigur St. Georg   | Espach 14 (Karte)                                          | um 1900   | in spitzbogiger Nische vollplastische Figur des Drachentöters, um 1900 Geschützt nach § 2 DSchG | BW                       |
|      | Friedhofskapelle      | Friedhofsplatz 1 (Karte)                                   |           | im Grundriss rechteckig mit dreiseitig geschlossenem Chor, über dem Westgiebel offener Glockenstuhl, 18. Jahrhundert mit Friedhofskreuz und Kriegerdenkmal Geschützt nach § 2 DSchG |                          |
|      | Hallerscher Hof       | Hauptstraße 17 (Karte)                                     | 1702      | Das wohl stattlichste Fachwerkhaus Oberschwabens, errichtet 1702 von Bürgermeister und Hirschwirt Franz Anton Rief, 1970–1974 Umbau zum Gemeindezentrum mit Turnhalle Geschützt nach § 2 DSchG | Wikidata-Objekt anzeigen |
|      | Sühnekreuz            | BC 1119                                                    |           | kleines Steinkreuz wohl des 16. Jahrhunderts, neu aufgestellt vor dem Hallerschen Hof Geschützt nach § 2 DSchG |                          |
|      | Gasthof Adler         | Hauptstraße 18, Hauptstraße 27 (Karte)                     |           | bestehend aus dem Gasthaus (Hauptstraße 18), zweigeschossiger, traufständiger Putzbau mit regelmäßig angeordneten Fensterachsen und aufgemalten Ecklisenen, Mitteleingang, um 1850 und dem zeitgleich errichteten Gaststall auf der gegenüberliegenden Straßenseite (Hauptstraße 27), Massivbau mit aufgemalten Ecklisenen, um 1850 Geschützt nach §§ P* DSchG                                                                           | BW                       |
|      | Bauernhaus            | Hauptstraße 19                                             |           | früheres Strohdachhaus, Zierfachwerk im Obergeschoss, grundlegend umgebaut 1954 Geschützt nach § 28 DSchG |                          |
|      | Bauernhaus            | Hauptstraße 20 (Karte)                                     |           | zweigeschossiger Putzbau, im Giebel freiliegendes Zierfachwerk, 18. Jahrhundert Geschützt nach §§ P* DSchG | BW                       |
|      | Rathaus               | Hauptstraße 29 (Karte)                                     | um 1600   | freistehender, zweigeschossiger Putzbau mit Krüppelwalmdach, um 1600, Außenwände 1875 weitgehend massiv ersetzt Geschützt nach § 2 DSchG |                          |
|      | Brunnen               | bei Hauptstraße 29, Flstnr. 169/8 (Karte)                  | 1870      | Gusseisen mit Schmuckelementen, Brunnenstock mit Wasserspeiern in quadratischem Trog, bezeichnet 1870 und 1890 Geschützt nach § 2 DSchG | BW                       |
|      | Bauernhaus            | Hauptstraße 30 (Karte)                                     |           | zweigeschossiger, giebelseitig erschlossener Putzbau, wohl Anfang 19. Jahrhundert Geschützt nach §§ P* DSchG | BW                       |
|      | Bauernhaus            | Hauptstraße 31 (Karte)                                     |           | zweigeschossiges, lang gestrecktes Einhaus, verputzt, mit angebautem Schweinestall, wohl um 1800 Geschützt nach §§ P* DSchG | BW                       |
|      | Bauernhaus            | Hauptstraße 33 (Karte)                                     |           | zweigeschossiges Einhaus mit freiliegendem Zierfach im Wohnbereich, zweite Hälfte 18. Jahrhundert Geschützt nach § 28 DSchG | BW                       |
|      | Pfarrkirche St. Georg | Obere Gasse 1 (Karte)                                      |           | Untere Turmgeschosse von einem mittelalterlichen Vorgängerbau, rechteckiges Langhaus mit westlich vortretendem Turm, eingezogenem, dreiseitig schließendem Chor und östlichem Sakristeianbau,1720/25 Geschützt nach § 28 DSchG |                          |
|      | Wohnhaus              | Obere Gasse 25/Stadelhofweg 3 (Karte)                      | 1634      | zweigeschossiges, giebelseitig erschlossenes, ehemaliges Bauernhaus, an der Rückseite Halbwalm, 1633/34 (d) Geschützt nach § 2 DSchG | BW                       |
|      | Kapelle               | „Degenhards“, Geb. Nr. 86, BC 542, Flstnr. 330-342 (Karte) | 1880      | Ölbergkapelle, Kreuzweg und Nothelferkapelle, im Südosten des Ortes führt von einer kleinen Ölbergkapelle (runder, verputzter Massivbau, um 1900) ein Kreuzweg mit 14 Stationen (Stationen inzwischen erneuert) zur neugotischen Nothelferkapelle (verputzter Massivbau in neugotischer Formensprache, rechteckiges Schiff und dreiseitig geschlossener Chor, Dachreiter mit offenem Glockenstuhl, 1880 erbaut) Geschützt nach § 2 DSchG | BW                       |
|      | Wegkreuz              | BC 1470, an der Straße nach Wattenweiler (Karte)           | um 1900   | Sockel Sandstein mit Marienrelief, Kreuz Gusseisen, um 1900 Geschützt nach § 2 DSchG | BW                       |
|      | Wegkreuz              | BC 1471, an der Straße nach Wattenweiler                   | um 1900   | Sockel Sandstein mit Figurennische, Kreuz Gusseisen, um 1900 Geschützt nach § 2 DSchG |                          |